# 職員互助組織
職員互助組織（しょくいんごじょそしき）とは地方公共団体が職員の福利厚生のために独自に設けた組織。職員互助会（しょくいんごじょかい）や職員互助組合（しょくいんごじょくみあい）という名称である場合もある。

## 概要
地方公務員法第42条の「地方公共団体は、職員の保健、元気回復その他厚生に関する事項について計画を樹立し、これを実施しなければならない」が根拠規定となっている。
公費と職員の掛け金で運営されている。職員互助組織から職員に対して、結婚や出産や子供の入学・卒業における祝い金や永年勤続者慰労金や障害見舞金、弔慰金、医療費、食事券や旅行券等の金券が支給されている。
2004年に大阪市職員互助問題で多額の公費を投入して負担する形で職員互助組織を隠れ蓑にヤミ支給していたことをきっかけに、職員互助組織に対する批判が全国的に広まった。職員互助組織への公費負担が職員給与条例に基づかずに実質的に職員への給与として給与条例主義に反するとして訴訟に至った例もある。
そのことを受けて、総務省から「地方公共団体における行政改革の推進のための新たな指針」（2005年3月29日付の総務事務次官通知）や「地方公共団体における行政改革の更なる推進のための指針」（2006年8月31日付け総務事務次官通知）において、「職員に対する福利厚生事業については、住民の理解が得られるものとなるよう、点検・見直しを行い、適正に事業を実施すること」「また、人事行政運営等の状況の公表の一環として福利厚生事業の実施状況等を公表すること」旨の通知が出され、職員互助組織を通じで職員を厚遇していた地方公共団体は職員互助組織の公費負担額を含めた見直しを求められることになった。